# Hinterhuberinae
Hinterhuberinae, podtribus glavočika,  dio tribusa Astereae. Postoji tzridesetak rodova; tipičan je Hinterhubera iz Južne Amerike; a od poznatijih su i pteronija (Pteronia), olearia (Olearia), pahistegija (Pachystegia) i drugi.

## Rodovi
1. Achnophora F.Muell.
2. Aztecaster G.L.Nesom
3. Blakiella Cuatrec.
4. Cabreraea Bonif.
5. Celmisia Cass.
6. Chiliophyllum Phil.
7. Chiliotrichiopsis Cabrera
8. Chiliotrichum Cass.
9. Damnamenia D.R.Given
10. Diplostephium Kunth
11. Dysaster H.Rob. & V.A.Funk
12. Floscaldasia Cuatrec.
13. Flosmutisia Cuatrec.
14. Guynesomia Bonif. & G.Sancho
15. Haroldia Bonif.
16. Hinterhubera Sch.Bip.
17. Katinasia Bonif.
18. Kieslingia Faúndez, Saldivia & A.E.Martic.
19. Laestadia Kunth ex Less.
20. Lepidophyllum Cass.
21. Llerasia Triana
22. Nardophyllum Hook. & Arn.
23. Novenia S.E.Freire
24. Olearia Moench
25. Oritrophium (Kunth) Cuatrec.
26. Pachystegia Cheeseman
27. Pacifigeron G.L.Nesom
28. Parastrephia Nutt.
29. Piofontia Cuatrec.
30. Pleurophyllum Hook.f.
31. Pteronia L.
32. Remya Hillebr. ex Benth. & Hook.f.
33. Rochonia DC.
34. Westoniella Cuatrec.

|  | Zajednički poslužitelj ima još gradiva o temi Hinterhuberinae |
|  | Wikivrste imaju podatke o taksonu Hinterhuberinae             |